# شهرک شهیداحسانی
شهرک شهیداحسانی، روستایی از توابع بخش مرکزی شهرستان بجنورد در استان خراسان شمالی ایران است.

## جمعیت
این روستا در دهستان بدرانلو قرار دارد و براساس سرشماری مرکز آمار ایران در سال ۱۳۸۵، جمعیت آن ۸۹۰ نفر (۲۱۱خانوار) بوده‌است.

## زبان
شهرک شهید احسانی(دراقانلو) کردنشین است و به زبان کردی صحبت می شود.